# Juan María de Araluce Villar
Juan María de Araluce Villar (Santurce, Vizcaya, España, 24 de junio de 1917 - San Sebastián, Guipúzcoa, España, 4 de octubre de 1976) fue un notario español, Consejero del Reino, presidente de la Diputación de Guipúzcoa  y procurador en Cortes durante dos legislaturas, desde el 7 de febrero de 1969 hasta su asesinato por ETA el 4 de octubre de 1976.

## Biografía
Durante la guerra civil española forma parte de las filas del requeté, combatiendo en la aviación de caza y se licenció con el grado de Teniente piloto.
Estudió Derecho en la Universidad de Deusto, doctorándose en la Universidad de Madrid. Notario en 1944, ganó la plaza de Tolosa en 1947. Ejerció después en Rentería. En abril de 1961 solicitó su admisión en el Opus Dei, su mujer Maite lo haría un año después.
Presidente de la Diputación de Guipúzcoa en 1969 sustituyendo a Antonio Epelde Hueto.
Miembro de la Diputación Permanente de las Cortes Españolas desde el 16 de diciembre de 1969.
Miembro del Consejo del reino, uno de los dos consejeros electivos, elegidos por votación por los grupos de procuradores de Administración Local.
Vicepresidente del Grupo Parlamentario Regionalista, liderado por Laureano López Rodó y promotor de Unión Nacional Española liderada por Gonzalo Fernández de la Mora. Promotor de la Comisión de Estudio de un Régimen especial para Guipúzcoa y Vizcaya, incluyendo la restitución del Concierto Económico, cuya constitución consiguió en el Consejo de Ministros del 7 de noviembre de 1975 después de una implicación absoluta. También defendió ante el ministro de Educación y Ciencia, la entrada del euskera en la educación, recordando el gran impacto que suponía para los muchachos que lo tenían como lengua materna, cuando entraban en el colegio.
Hasta el último momento antes de ser asesinado, fue beligerante en la defensa de una amplia autonomía para las diputaciones vascas, como proclamó en el último pleno al que asistió:

"...No todo, señor ministro, es asunto de orden público, ni todo producto de unas jornadas de tensión, cuya clarificación a todos nos interesa, sino también medidas del Gobierno que marquen en hechos concretos el propósito de restablecer las estructuras tradicionales de nuestro peculiar régimen político-administrativo, a la medida de los tiempos y las necesidades que su funcionalidad al día demandan..."
Palabras pronunciadas en el último pleno de la Diputación que presidía.

## Parlamentario
Procurador en las Cortes durante el franquismo,  elegido como representante de la Diputación de Guipúzcoa en  la  IX Legislatura de las Cortes Españolas (1967-1971).
Para cubrir su vacante no se convocaron nuevas elecciones en aplicación de lo dispuesto en el artículo 14 del Reglamento de las Cortes de 17 de noviembre de 1971.

## Atentado
El 4 de octubre de 1976, ETA acribilla a balazos en el portal de su casa al entonces presidente de la Diputación, cuando llegaba al mediodía a comer. En el atentado fallecen también su chófer,  José María Elícegui Díez  y  tres policías de escolta: agente Alfredo García González, inspector Luis Francisco Sanz Flores y subinspector Antonio Palomo Pérez.
Su hijo mayor, Juan María, de 24 años, licenciado en Filosofía y Letras, confirmó que prácticamente la familia presenció el atentado.

"...tres individuos jóvenes que se encontraban bajo la marquesina instalada al lado del portal del presidente, aparentemente esperando el autobús -y que posteriormente, varios testigos han reconocido que estuvieron merodeando en la zona y sentados en un banco cercano- dispararon al mismo tiempo sus metralletas sobre ambos coches. Por los casquillos encontrados posteriormente -noventa exactamente- se calcula que hicieron un centenar de disparos.."
El País, San Sebastián - 05/10/1976.

Pocas horas después de cometerse el atentado. ETA militar reivindicaba la autoría del mismo a través de llamadas telefónicas anónimas a varios medios de comunicación donostiarras.